# Cartutxera

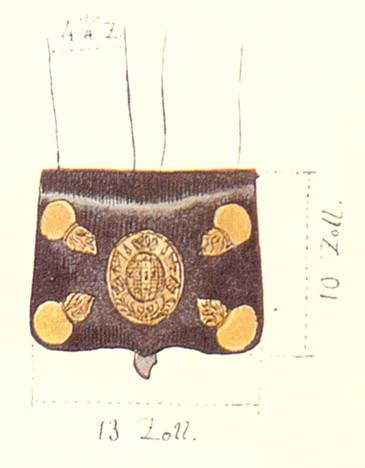
Típica cartutxera del segle XVIII

La cartutxera és una bossa o capsa, annexa a un cinturó, a una cingla o a una canana, que té per funció emmagatzemar i transportar cartutxos i, alhora, tenir-los a l'abast de la mà còmodament; generalment té una tapeta que la manté closa mentre no cal accedir-hi. La cartutxera pot ser part integrant de la peça que la subjecta (com en moltes cananes) o de què penja (com en força cingles tradicionals); o, més sovint, pot ser una peça separada que s'hi fixa mitjançant botons, anelles, pinces, etc. El català cartutxera equival a l'anglès ammunition pouch i cartridge pouch (o, antigament, cartridge box); a l'espanyol cartuchera; al francès cartouchière (antigament giberne); a l'italià giberna; al portuguès cartucheira (antigament patrona) i al romanès cartuşieră.

## Ús militar
La cartutxera va néixer i es desenvolupà en el món militar, com a part integrant de l'equipament individual més estàndard. Sorgí, concretament, arran de l'aparició del cartutx, a cavall dels segles XVI i XVII. Al principi podia contenir, a més de cartutxos de mossec, altres elements necessaris per al tir d'avantcàrrega; després, els cartutxos integrats que apareixen en el primer quart del segle XIX; i, entorn del 1900 i fins avui, cartutxos agrupats en carregadors. En aquest darrer sentit, d'ençà mitjans s. XX es parla de portacarregadors més que no de cartutxera.
Al principi els soldats duien una única cartutxera, penjant d'una bandolera (cingla duta de través). Alternativament podia dur-se una canana amb diverses cartutxeres. Des del període de les guerres revolucionàries i napoleòniques es tendeix a l'ús de dues cartutxeres, penjant de sengles bandoleres travessades sobre el pit.
En la segona meitat del segle XIX la generalització dels nous cartutxos integrats transforma el disseny de les cartutxeres, així com la manera de transportar-les: ara dotades d'una traveta posterior, es passaven pel cinturó, que les sostenia; sovint se'n duien dues a cada banda. Això determinà la desaparició de les bandoleres, substituïdes per dues cingles verticals connectades al cinturó per darrere, i al cinturó o a les cartutxeres per davant (generalment mitjançant ganxos i sivelles), amb la funció de contribuir a sostenir el conjunt de l'equipament i a distribuir-ne el pes. És la base del sistema actual.

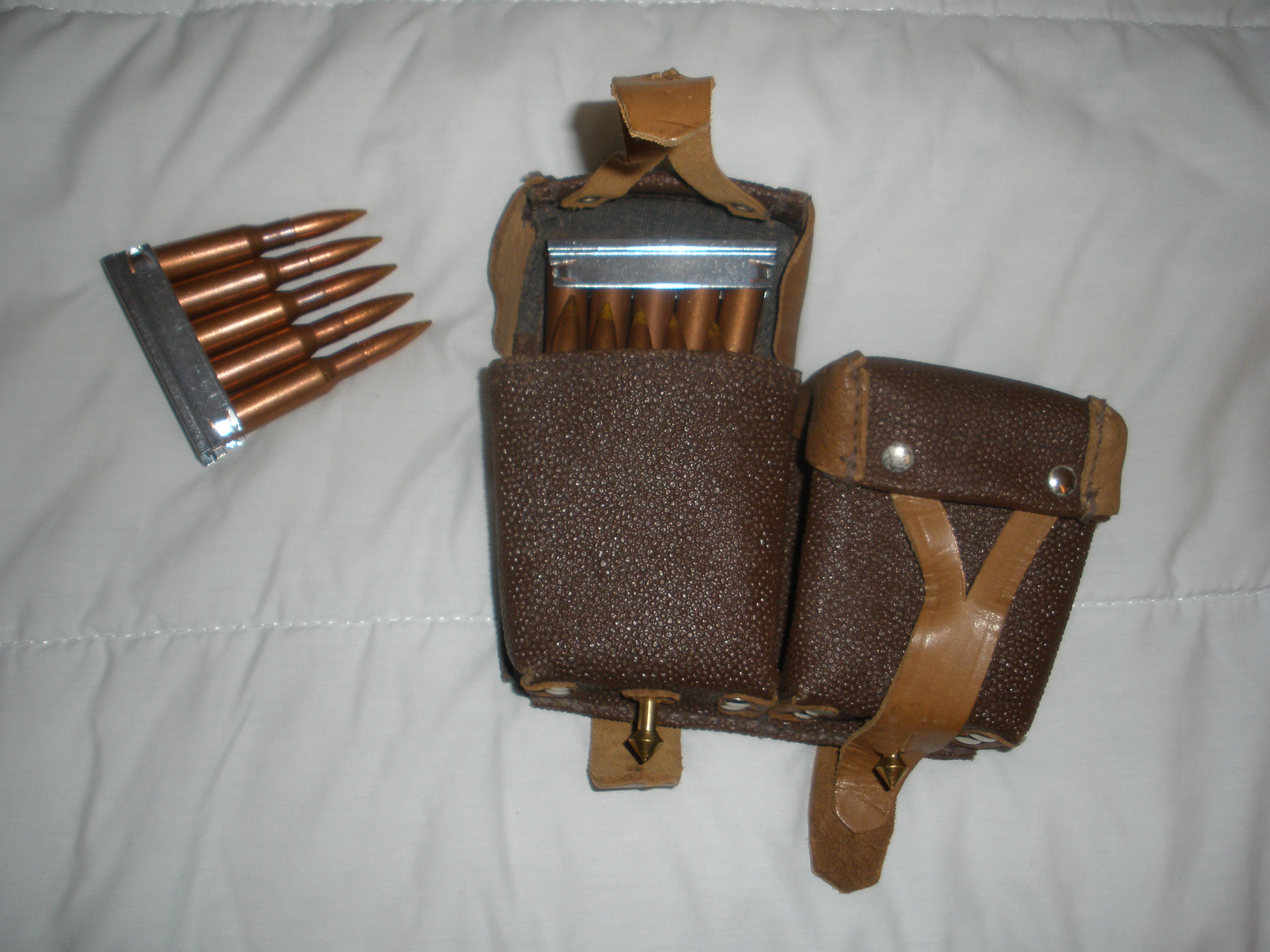
Dues cartutxeres, oberta i tancada, de fusell Mosin-Nagant, amb els carregadors corresponents

### Cartutxeres de canana
Com hem vist, un sistema alternatiu de dur les cartutxeres és que aquestes formin part d'una canana (canana de cartutxeres), generalment duta en bandolera. Aquestes cartutxeres poden ser incorporades a la canana o bé passar-s'hi com al cinturó.

### Materials
Tradicionalment les cartutxeres, com el corretjam de l'equipament militar en general, eren de cuir, en color natural o tenyides de negre. El 1908 l'exèrcit britànic adoptà un teixit de cotó premsat (webbing), en el color de l'uniforme, aplicat no tan sols al corretjam, sinó també a les cartutxeres.

### El portacarregadors
A partir de la segona postguerra mundial els teixits de cotó premsat es generalitzaren arreu, per a l'equipament en general i específicament per als portacarregadors que prenen el relleu a les cartutxeres. Avui dia els portacarregadors, com els altres articles d'equipament, solen ésser de teixits sintètics (derivacions formals del model de cotó premsat).
A partir del sistema de cotó premsat, l'adopció de teixits nous, més lleugers però força resistents, ha permès multiplicar el nombre de portacarregadors annexos a les cingles sense aclaparar de pes el portador ni dificultar-li els moviments. Alhora, el disseny dels portacarregadors ha anat sofisticant-se per tal d'atènyer el màxim d'eficiència.

## Ús civil
La cartutxera fou adoptada molt aviat pels caçadors, que generalment l'usen per a transportar cartutxos de perdigó, sovint en cananes.

## Llenguatge infantil
Element relacionat amb la cartutxera pròpiament dita és el tubet per a cartutx individual que forma part del cinturó de revòlver i de certes cananes; d'aquesta mena de cinturons, anys ençà, els nens que jugaven "a indis i vaquers" en deien "cartutxeres" (de la mateixa manera que anomenaven el revòlver "pistola" i la pistolera, així mateix, "cartutxera").